# Johann Marcus David
Johann Marcus David (* 13. Januar 1764 in Hamburg; † 1. März 1815 in Oldenburg) war ein deutscher Historien-, Landschafts- und Porträtmaler.

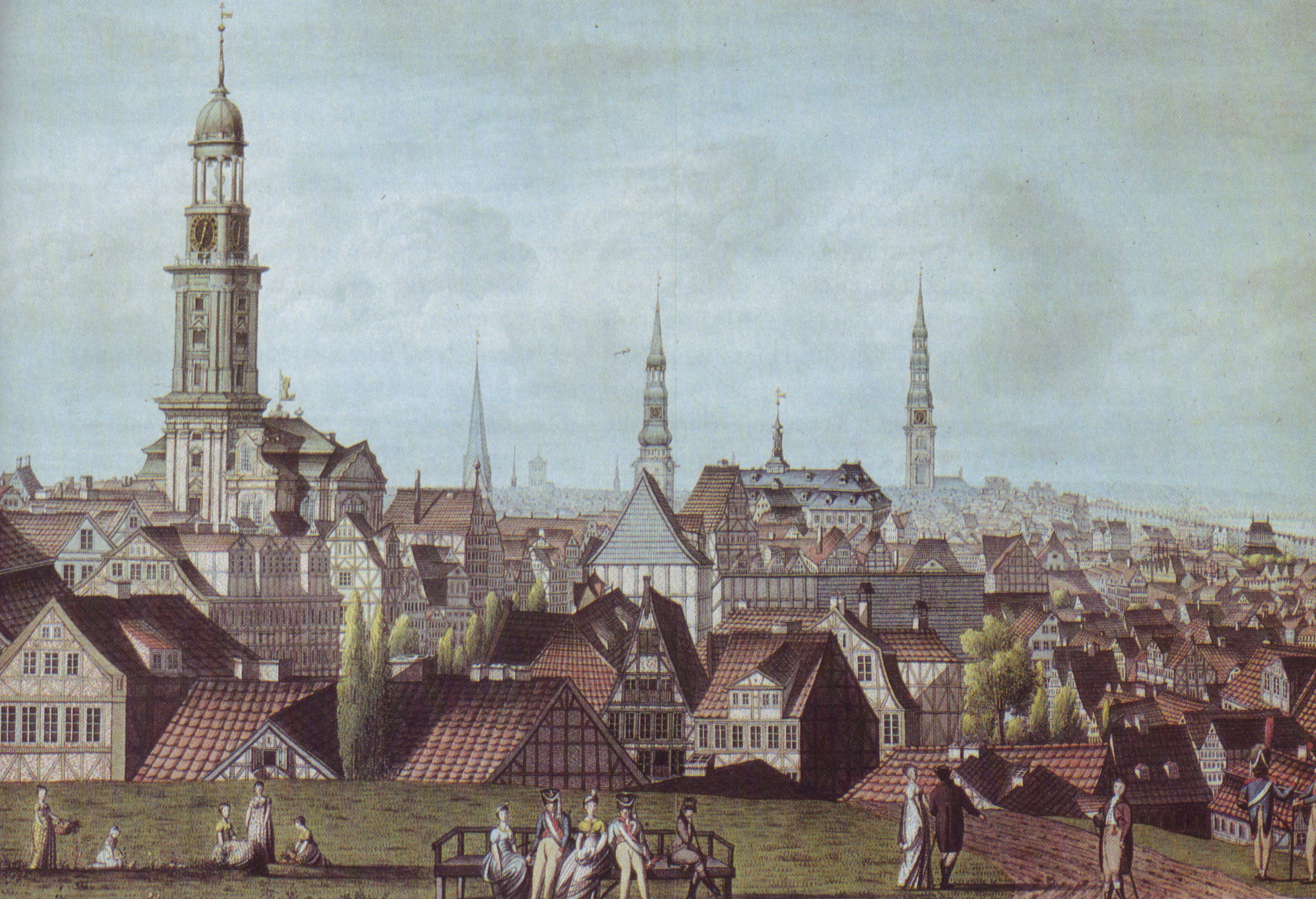
Prospect von der Kaiserlich Französischen Stadt Hamburg (Johann Marcus David, 1811)

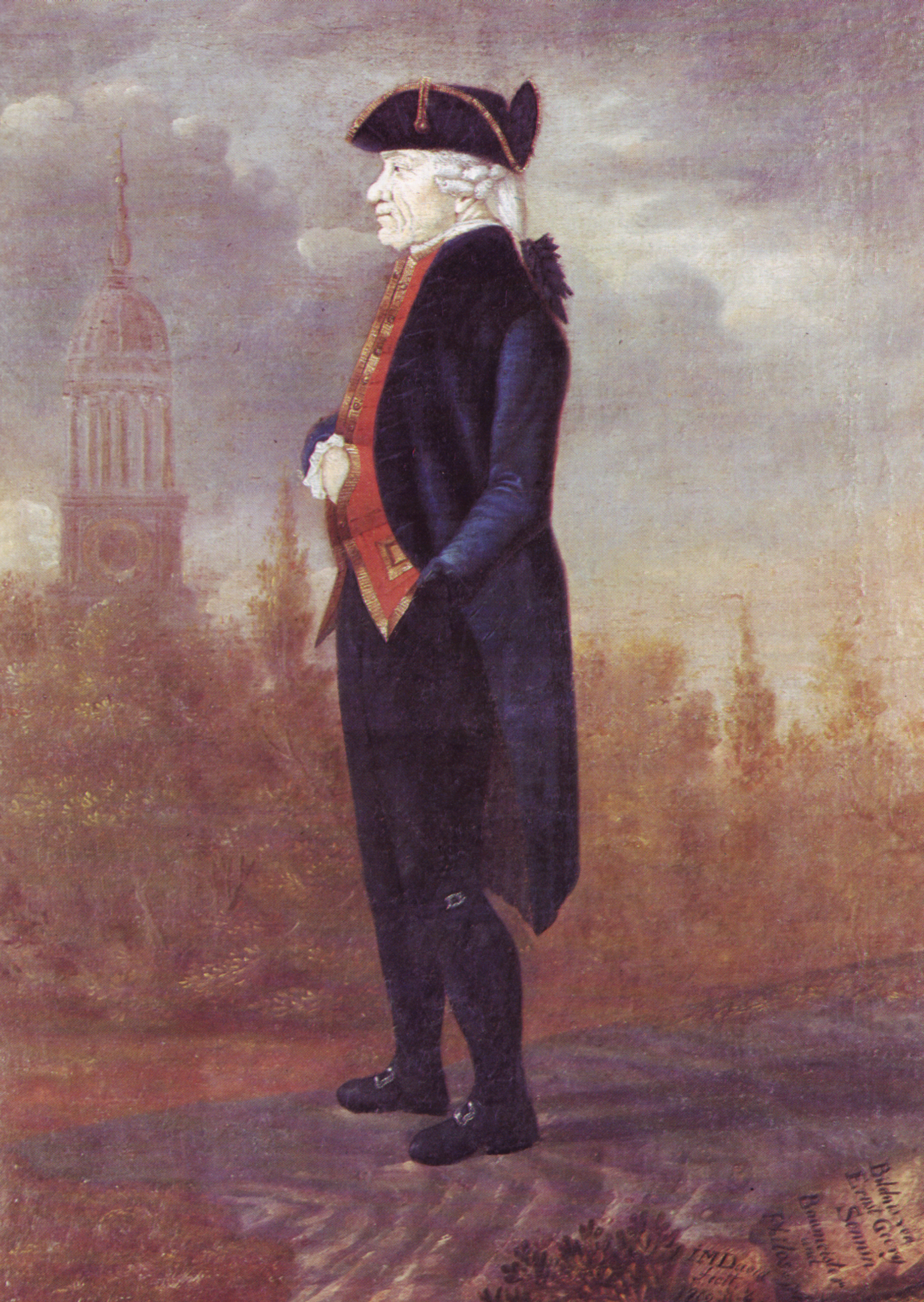
Der Hamburger Architekt Ernst Georg Sonnin, posthum porträtiert (Johann Marcus David, 1802)

## Leben
David stammte aus ärmlichen Verhältnissen und wurde früh Vollwaise. Nach dem Tod der Eltern kam er in ein Waisenhaus, wo seine Erzieher seine künstlerische Begabung bemerkten. Mit Unterstützung der Hamburgischen Gesellschaft zur Beförderung der Künste und nützlichen Gewerbe erhielt er eine künstlerische Ausbildung beim Zeichenlehrer Th. Reincke.
Seine anschließenden Studienreisen führten Johann Marcus David zunächst nach Kopenhagen, 1791 dann nach Dresden, Leipzig und Italien. Im Jahre 1792 nahm er eine Stellung als Zeichenlehrer am Fürstlichen Institut in Dessau an, die er für mehrere Jahre bekleidete, ehe er wieder in seine Geburtsstadt zurückkehrte. In den nächsten Jahrzehnten war er vorwiegend in Hamburg und Lübeck tätig und fertigte Porträts sowie Stadtansichten in Kupferstich, Radierungen und Aquarellen.
Am 1. März 1815 verstarb David in zerrütteten Eheverhältnissen und in Armut.